# Кастано Примо
Ка̀стано Прѝмо (на италиански: Castano Primo, на западноломбардски: Càstan, Кастан) е град и община в Северна Италия, провинция Милано, регион Ломбардия. Разположен е на 182 m надморска височина. Населението на общината е 11 074 души (към 2013 г.).